# Кэнди (фильм)
«Кэнди» (англ. Candy) — фильм режиссёра Нила Армфилда, основанный на романе «Героин» Люка Дэйвиса. Выпущен в 2006 году.

## Сюжет
Между Дэном и Кэнди вспыхивает любовь. Девушка, увлечённая своим парнем, знакомится с его богемным образом жизни и заодно — с его миром героина. Их любовь, постепенно всё больше связанная с наркотиками, дарит уже не только радость и наслаждение, но и периоды отчаяния, невыносимых страданий и ломки. Отсутствие денег ведёт ещё дальше. Она идёт на панель, а он всё больше смахивает на обыкновенного наркомана, мечтающего только об одном — об очередной дозе.
В фильме три части:
1. Рай.
Молодые любовники увлечены друг другом, сексом и наркотиками. Они постоянно ищут большие деньги, чтобы купить дурь — занимают у родителей или у Каспера (Джеффри Раш), эксцентричного университетского преподавателя.
2. Земля.
Влюбленные женятся и познают «радости семейной жизни». Кэнди вынуждена заниматься проституцией ради денег. Дэн занят тем, что постоянно разыскивает наркотики. Однажды он крадёт кредитную карточку, обманным путём узнает ПИН-код владельца и снимает со счёта приличную сумму денег. Кэнди говорит Дену о том, что беременна, и пара решает оставить ребёнка. Они пытаются завязать с наркотиками, однако на раннем сроке у Кэнди происходит выкидыш.
3. Ад.
Кэнди и Дэн отправляются за город, чтобы начать новую жизнь. Однажды к паре приезжают родители Кэнди, мать устраивает скандал по поводу их совместной жизни. Тогда же у Кэнди проявляются первые признаки истерики. После этого девушка под действием наркотиков связывается с соседом, не приходит домой ночевать; придя на ферму после работы, Дэн обнаруживает их с Кэнди автобиографический роман на стенах дома. Дэн отправляется к Касперу за дозой, а Кэнди с нервным срывом отправляется в психиатрическую клинику. Дэн вместе с родителями Кэнди приезжают в клинику, где осознают: Кэнди на самой грани. Каспер умирает из-за передозировки наркотиков. Некоторое время спустя Дэн завязывает с наркотиками и устраивается на работу в ресторан мойщиком посуды. В скором времени к нему приходит Кэнди, которую выписали из психиатрической клиники. В ходе встречи становится ясно, что Дэн и Кэнди всё ещё любят друг друга, однако он осознаёт, что, несмотря на чувства, они не смогут жить вместе нормально и через некоторое время вновь опустятся на дно. Понимая, что так будет лучше для них обоих, Дэн говорит, что «пути назад нет». Кэнди уходит, оставляя Дэна одного.

## В ролях
| Актёр             | Роль   |
| ----------------- | ------ |
| Хит Леджер        | Дэн    |
| Эбби Корниш       | Кэнди  |
| Джеффри Раш       | Каспер |
| Том Бадж          | Шуманн |
| Роберто Меца-Монт | Джордж |